# 32438 Wonyonghan
32438 Wonyonghan è un asteroide della fascia principale esterna. Scoperto nel 2000, presenta un'orbita caratterizzata da un semiasse maggiore pari a 3,209146 UA e da un'eccentricità di 0,118455, inclinata di 12,784107° rispetto all'eclittica. Ha un diametro di 10,910 km.